# Villiers-le-Bois
 Villiers-le-Bois  es una población y comuna francesa, en la región de Champaña-Ardenas, departamento de Aube, en el distrito de Troyes y cantón de Chaource.

## Demografía
| 130 | 119 | 94 | 82 | 86 | 94 |
| Para los censos de 1962 a 1999 la población legal corresponde a la población sin duplicidades (Fuente: INSEE [Consultar]) |     |    |    |    |    |